# Tào Động tông
Tào Động tông (zh. 曹洞宗 cáo-dòng-zōng, ja. sōtō-shū) là một trong năm Thiền phái của Thiền tông Trung Quốc, được sáng lập vào cuối nhà Đường bởi hai thầy trò Thiền sư Động Sơn Lương Giới và Tào Sơn Bản Tịch. Các giáo lý đặc trưng nhất của tông này để phân biệt với các tông phái khác có thể kể đến như Động Sơn Ngũ Vị, Thiền Mặc Chiếu. Tông này từng phát triển mạnh ở Trung Quốc và được truyền bá sang một số quốc gia như Triều Tiên, Nhật Bản, Việt Nam. Cùng với tông Lâm Tế, tông Tào Động là một trong hai phái của Thiền tông còn tồn tại cho tới ngày hôm nay.
Tại Nhật Bản, tông Tào Động là hệ phái Phật giáo lớn nhất với khoảng 15.000 ngôi chùa, 20.000 tu sĩ và 7 triệu tín đồ. Tông này được các Thiền sư Nhật Bản mang sang phương Tây vào giữa thế kỷ 20 và được biết đến rộng rãi với tên gọi "Soto Zen".

## Lịch sử

### Sơ khai

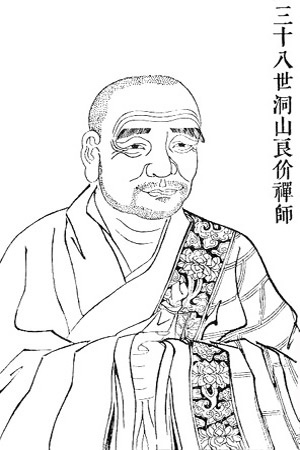
Thiền sư Động Sơn Lương Giới, Sơ tổ Tào Động tông

Tông Tào Động được sáng lập vào khoảng giữa cuối thời Đường bởi Thiền sư Động Sơn Lương Giới và Tào Sơn Bản Tịch. Động Sơn từng tu học và đắc pháp với Thiền sư Vân Nham Đàm Thịnh. Sau, ông đến hoằng pháp tại Động Sơn Phổ Lợi Thiền Tự ở Giang Tây và xiển dương tông phong mạnh mẽ, sáng lập giáo lý Động Sơn Ngũ Vị để tiếp dẫn người học. Động Sơn có nhiều đệ tử nối pháp, nổi tiếng nhất là Thiền sư Tào Sơn Bản Tịch ౼ người kế thừa và hoàn thiện giáo lý Động Sơn Ngũ Vị, làm chổ dựa vững chắc cho tư tưởng của tông Tào Động.
Theo các học giả Phật giáo, tên gọi "Tào Động" có lẽ được ghép từ chữ đầu trong pháp danh của hai vị Thiền sư sáng lập là Động Sơn và Tào Sơn, và ban đầu được gọi là "Động Tào tông". Nhưng sau này do âm vận nghe trắc trở hay vì một lý do khác, đã được gọi ngược lại là "Tào Động tông". Tuy nhiên một số học giả khác cho rằng chữ "Tào" có lẽ liên quan đến ngọn núi Tào Khê, nơi Lục Tổ Huệ Năng từng hoằng pháp hơn.
Trong số các đệ tử nối pháp của Thiền sư Tào Sơn Bản Tịch, nổi bật nhất phải kể đến là Thiền sư Tào Sơn Huệ Hà ౼ tác giả cuốn Ngũ Vị Hiển Quyết và là người có công lớn trong việc phổ biến tư tưởng của tông Tào Động. Tuy nhiên, pháp hệ của Thiền sư Tào Sơn Bản Tịch chỉ truyền được 5 đời rồi bị thất truyền. Pháp mạch của tông Tào Động nhờ các thế hệ đệ tử của Thiền sư Vân Cư Đạo Ưng - đệ tử đắc pháp khác của Thiền sư Động Sơn Lương Giới duy trì mà không bị thất truyền. Nên bên cạnh việc gọi tên tông phái mình là "Tào Động tông", các Thiền sư thuộc pháp hệ của Vân Cư cũng gọi tông mình là "Động tông" hay "Động thượng chính tông" để phân biệt với phái của Tào Sơn.
Sao khi Vân Cư thị tịch, đệ tử là Thiền sư Đồng An Đạo Phi kế tiếp tổ thống. Kế đến, Đạo Phi truyền pháp lại cho pháp tử là Thiền sư Đồng An Quán Chí và Quán Chí truyền pháp lại cho đệ tử là Lương Sơn Duyên Quán. Cũng giống tông Lâm Tế, các vị tổ đời đầu của tông Tào Động kể trên khá mờ nhạt và không có nhiều ảnh hưởng trong Thiền tông.

### Thời kỳ nhà Tống
Vào thế kỷ 11, Tào Động tông gần như bị thất truyền khi vị Tổ đời thứ 6 là Thái Dương Cảnh Huyền không có người thừa kế. Để đối phó với vấn đề này, ông đã đem cà sa, giày cỏ của mình làm tín vật cùng tâm yếu trao lại cho Phù Sơn Pháp Viễn (đệ tử tham học với Thái Dương, nhưng đã nối pháp Lâm Tế tông từ trước) tìm giúp người thừa kế tông môn. Sau này, Đầu Tử Nghĩa Thanh đến tham học với Thiền sư Pháp Viễn và được truyền lại tâm yếu của Tào Động tông cùng với di vật của Thái Dương. Từ đó, Thiền sư Nghĩa Thanh trở thành người kế thừa chính thức của Thiền sư Thái Dương qua hình thức "đại phó". Học giả Morten Schlütter cho rằng câu chuyện này được thêu dệt nên để củng cố mối liên kết khá yếu giữa Đầu Tử và Thái Dương (vị Thiền sư Tào Động cuối cùng được ghi lại trong bộ Cảnh Đức Truyền Đăng Lục uy tín) nhằm hợp pháp hóa sự truyền thừa của Đầu Tử.

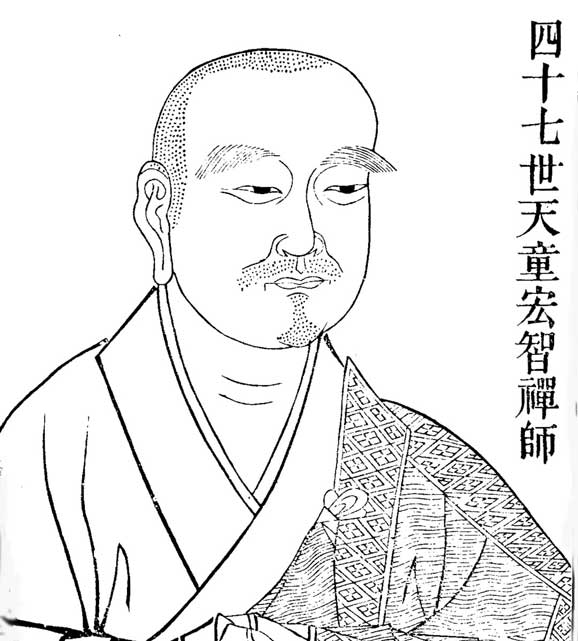
Thiền sư Hoằng Trí Chính Giác - người sáng tạo phương pháp Thiền Mặc Chiếu.

Đến đời của Thiền sư Phù Dung Đạo Khải ౼ Tổ thứ 8, tông Tào Động bắt đầu phát triển mạnh. Đạo Khải đã xây dựng nhiều Thiền viện, phổ biến các lối tu và sinh hoạt riêng cho tông Tào Động. Nhờ vậy, tông này chính thức trở nên độc lập và có chổ đứng, gây ảnh hưởng ngày càng sâu rộng trong xã hội Trung Quốc.
Dưới Thiền sư Phù Dung có nhiều đệ tử nổi danh trong đó có hai người đáng chú ý nhất là Thiền sư Đan Hà Tử Thuần và Lộc Môn Tự Giác (tổ khai sơn phái Lộc Môn). Đặc biệt, đệ tử của Thiền sư Đan Hà là Thiền sư Hoằng Trí Chính Giác (tổ khai sơn phái Hoằng Trí) và Chân Yết Thanh Liễu (tổ khai sơn phái Chân Yết) đã có công trong việc sáng tạo ra phương pháp Thiền Mặc Chiếu ౼ dựa trên cơ sở tư tưởng của các vị tổ sư đi trước như Tham Đồng Khế, Bảo Cảnh Tam Muội Ca, Động Sơn Ngũ Vị ౼ để đối lại khuynh hướng đề xướng tông phái trong nội bộ Thiền tông cũng như tạo dựng phương pháp tu hành riêng cho tông Tào Động. Khi mới ra đời, nó bị phản ứng khá gay gắt, nhất là từ phía của Thiền sư Đại Huệ Tông Cảo ౼ người cực lực đề xướng Thiền công án, thoại đầu. Để phản bác lại chỉ trích của Đại Huệ, Hoằng Trí soạn "Mặc Chiếu Minh", Chân Yết viết "Tín Tâm Niêm Cổ". Thông qua tài năng biện luận của mình, Hoằng Trí đã khiến cho giới Thiền tông đương thời phải công nhận Mặc Chiếu là một pháp tu chính thống của tông Tào Động. Phương pháp Mặc Chiếu này được truyền qua Nhật Bản bởi Thiền sư Đạo Nguyên Hi Huyền và vẫn còn phát triển cho tới ngày nay dưới tên gọi "Chỉ quán đả tọa" (ja. Shikantaza).

### Thời kỳ nhà Nguyên
Đến thời Nguyên, tông Tào Động cũng khá phát triển và có ảnh hưởng trong xã hội, lúc này chỉ còn hai phái Hoằng Trí và Lộc Môn còn tồn tại, phái Chân Yết đã thất truyền ở Trung Quốc và chỉ còn truyền tại Nhật Bản bởi các đời đệ tử của Đạo Nguyên Hi Huyền.
Phái Lộc Môn rất phát triển nhờ vào sự hoằng hóa của Thiền sư Vạn Tùng Hành Tú, tác giả của Thung Dung Lục và Thỉnh Ích Lục. Vạn Tùng có một đệ tử cư sĩ nổi tiếng là Gia Luật Sở Tài ౼ một chính khách quan trọng của triều đình nhà Nguyên. Sau Vạn Tùng, tông Tào Động tiếp tục phát triển dưới thời của Thiền sư Tuyết Đình Phúc Dụ và Lâm Tuyền Tùng Luân (zh. 林泉從倫, tác giả của Không Cốc Tập và Hư Đường Tập), họ có công lao rất lớn trong việc bảo vệ Phật giáo. Tính đến năm 1255, các Đạo sĩ Khâu Xử Cơ và Lý Chí Thường (?-1256) thuộc phái Toàn Chân Giáo ౼ Đạo giáo đã lãnh đạo nhiều Đạo sĩ đi phá hoại chùa chiền, tượng Phật, chiếm nhiều chùa Phật giáo; hủy hoại Khổng miếu, biến Khổng miếu thành đạo quán; phổ biến các ngụy kinh xuyên tạc về Phật giáo như Lão Tử Hóa Hồ Kinh, Lão Tử Bát Thập Nhất Hoá Đồ... Thiền sư Tuyết Đình Phúc Dụ vì bất bình đã dâng sớ lên Nguyên Hiến Tông để vạch tội các đạo sĩ này. Vua bèn cho mời Thiền sư Tuyết Đình và Đạo sĩ Lý Chí Thường vào trong cung để tranh luận lý lẽ với nhau, Lý Chí Thường thua và buộc phải dừng lại các hành vi xuyên tạc, phá hoại Phật Giáo của họ. Ngoài ra, Thiền sư Tuyết Đình cũng được Hốt Tất Liệt kính trọng và từng mời ông vào cung thuyết pháp và phong cho ông làm pháp chủ đứng đầu và lãnh đạo Phật Giáo đương thời. Phần về Thiền sư Lâm Tuyền Tùng Luân, ông là một trong những người cùng Thiền sư Tuyết Đình Phúc Dụ tranh biện lý lẽ với phái Toàn Chân Giáo. Khi phái này thua, vua ra chiếu giao cho Thiền sư Lâm Tuyền tiêu hủy tất cả các sách vở ngụy tạo của Đạo Giáo như Lão Tử Hóa Hồ Kinh và chỉ chừa lại duy nhất Đạo đức kinh là không đốt.
Ngoài ra, phái Hoằng Trí cũng phát triển với sự hoằng hoá của Thiền sư Trực Ông Đức Cử và đệ tử là Thiền sư Vân Ngoại Vân Tụ - người nổi tiếng với khả năng thuyết pháp độc đáo và rất giỏi biện luận. Có nhiều vị tăng từ Tân La và Nhật Bản đã không ngại đường xa đến để tham học với Vân Ngoại Vân Tụ. Trong thời gian này, phái Hoằng Trí đã được truyền sang Nhật thông qua đệ tử của Trực Ông Đức Cử là Thiền sư Đông Lăng Vĩnh Dư và đệ tử của Vân Ngoại Vân Tụ là Đông Minh Huệ Nhật. Đến cuối nhà Nguyên, phái Hoằng Trí bị tàn lụi và thất truyền. Cùng với sự thất truyền của phái này, phương pháp Thiền Mặc Chiếu do vị Tổ sư của phái là Thiền sư Hoằng Trí Chính Giác sáng lập cũng đi vào suy tàn và chấm dứt ở Trung Quốc. Bắt đầu từ đó, pháp môn tu tập chủ đạo trong giới tu hành của Tông Tào Động Trung Quốc là Thiền công án. Điều này đã làm cho đặc thù về phương pháp tu hành để cầu khai ngộ giữa tông Tào Động và tông Lâm Tế không còn có sự khác biệt.

### Thời kỳ nhà Minh - Thanh

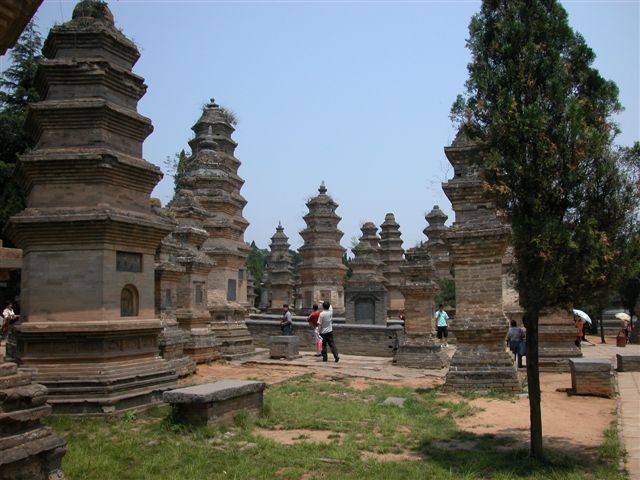
Vườn tháp Chùa Thiếu Lâm.

Đến thời Minh, Thiền tông nói riêng và Phật giáo Trung Quốc nói chung bị hạn chế phát triển do sự kiểm soát gắt gao của nhà Minh đối với Phật Giáo. Bên cạnh đó, Thiền tông cũng bị suy yếu và bị lai tạp với Tịnh Độ tông qua xu hướng Thiền -Tịnh song tu. 
Lúc này, tông Tào Động tại Trung Quốc chỉ còn một hệ phái duy nhất còn tồn tại và chủ lưu là hệ phái của Lộc Môn Tự Giác, tổ đình chính của phái này là chùa Thiếu Lâm, Tung Sơn và địa bàn hoạt động chủ yếu nằm ở tỉnh Hà Nam, Trung Quốc. Chùa Thiếu Lâm bắt đầu trở thành tổ đình của phái này vào nâm 1245 dưới thời của Thiền sư Tuyết Đình Phúc Dụ. Kể từ đó, các phương trượng của chùa đều do các thế hệ pháp tử, pháp tôn của Thiền sư Tuyết Đình kế tiếp trụ, từ Thiền sư Phúc Dụ kéo dài cho đến thế hệ của Thiền sư Đại Chương Tông Thư (zh. 宗鏡宗書, 1500-1567, đời thứ 24) là hơn 300 năm, tháp mộ của các vị này nay vẫn còn tại vườn tháp chùa Thiếu Lâm. Đến đời pháp tử của Đại Chương Tông Thư là Lẫm Sơn Thường Trung (zh. 蘊空常忠, 1514-1588) và Huyễn Hữu Thường Thuận (zh. 幻休常潤, ?-1585) thì phái này lại phân ra thành hai nhánh với ảnh hưởng ở nhiều nơi khác nhau. Từ đó, chùa Thiếu Lâm không còn là trụ sở chính của tông Tào Động như trước nữa. Tuy vậy, các đời trụ trì của chùa này vẫn được truyền thừa theo pháp mạch của tông Tào Động và duy trì cho đến thời hiện đại.

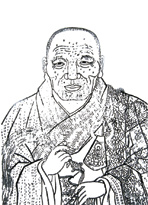
Thiền sư Trạm Nhiên Viên Trừng

Từ cuối đời Minh cho đến đầu đời Thanh, nội bộ Thiền tông Trung Quốc bắt đầu có sự cải cách và phục hưng tông phái. Nhiều vị Thiền sư như Vô Minh Huệ Kinh, Trạm Nhiên Viên Trừng, Bác Sơn Nguyên Lai (zh. 博山元來, 1575-1630), Vĩnh Giác Nguyên Hiền, Thụy Bạch Minh Tuyết, Vi Lâm Đạo Bái, Giác Lãng Đạo Thịnh... đã nỗ lực khôi phục lại tông Tào Động thông qua nhiều hoạt động như ứng dụng lại các cơ phong tiếp dẫn người học của chư tổ sư Thiền tông (đối đáp thiền ngữ, Động Sơn Ngũ Vị), xây chùa độ chúng, hoạt động từ thiện và biên soạn các tác phẩm nói về đặc trưng của tông mình, mà nổi tiếng là bộ Động Thượng Cổ Triệt của Thiền sư Vĩnh Giác Nguyên Hiền đã giải thích rất rõ về triết lý Động Sơn Ngũ Vị của tông Tào Động. Nhờ vậy, ảnh hưởng của tông Tào Động đã lan rộng từ Hà Nam quay trở lại Giang Tây, Triết Giang, Phúc Kiến, Quảng Đông vốn là những nơi mà tông này từng truyền bá nhưng sau đó đã bị thay thế bởi tông Lâm Tế dưới thời Nguyên.
Thời kỳ này cũng diễn ra các cuộc tranh luận rất sôi nổi và kịch liệt giữa các Thiền sư của hai phái Lâm Tế và Tào Động về lịch sử, truyền thừa và pháp tu của Thiền tông. Một trong hai cuộc tranh luận điển hình nhất là cuộc tranh cãi về tác phẩm Ngũ Đăng Nghiêm Thống của Thiền sư Phí Ẩn Thông Dung (zh. 費隱通容, 1593-1661) mà trong đó Phí Ẩn cho rằng Thiên Hoàng Đạo Ngộ là đệ tử của Mã Tổ Đạo Nhất chứ không phải Thạch Đầu Hi Thiên nên Vân Môn tông và Pháp Nhãn tông phải thuộc về nhánh Nam Nhạc Hoài Nhượng, còn nhánh Thanh Nguyên Hành Tư chỉ có duy nhất tông Tào Động. Cuộc tranh cãi này đã dẫn tới một vụ kiện pháp lý vào năm 1654.
Trong nội bộ tông Tào Động cũng xảy ra tranh cãi giữa bên Thiền sư Vĩnh Giác Nguyên Hiền và đệ tử Vi Lâm Đạo Bái với bên Thiền sư Vị Trung Tịnh Phù (zh. 位中淨符) và đệ tử Duy Trị Trí Khải (zh. 惟直智楷 Weizhi Zhikai) về 5 đời truyền thừa không rõ ràng trong pháp hệ truyền thừa của tông Tào Động. Cụ thể, trước thời kỳ đó, người ta tin rằng Thiền sư Lộc Môn Tự Giác là đệ tử nối pháp của Thiền sư Thiên Đồng Như Tịnh và như vậy từ Tổ Phù Dung Đạo Khải cho đến Thiền sư Lộc Môn Tự Giác là cách nhau 5 đời: Phù Dung Đạo Khải -> Đan Hà Tử Thuần -> Chân Yết Thanh Liễu -> Thiên Đồng Tông Giác -> Tuyết Đậu Trí Giám -> Thiên Đồng Như Tịnh -> Lộc Môn Tự Giác. Tuy nhiên, Thiền sư Vị Trung Tịnh Phù khảo chứng lại lịch sử và tuyên bố Lộc Môn Tự Giác là đệ tử nối pháp của Thiền sư Phù Dung Đạo Khải chứ không phải là Thiền sư Thiên Đồng Như Tịnh và 5 đời nằm giữa Phù Dung Đạo Khải và Lộc Môn Tự Giác nêu trên là sai lầm. Phát hiện này đã bị bên Thiền sư Vĩnh Giác Nguyên Hiền và đệ tử Vi Lâm Đạo Bái phản đối, Thiền sư Tịnh Phù có dẫn ra Thanh Châu Tháp Ký (bia ký nói về hành trạng của Thiền sư Phổ Chiếu Nhất Biện - đệ tử nối pháp của Lộc Môn Tự Giác) để làm dẫn chứng về mặt lịch sử và bên Thiền sư Nguyên Hiền cho đây là bia ký ngụy tạo. Sau đó, đệ tử của Thiền sư Vị Trung Tịnh Phù là Thiền sư Duy Trị Trí Khải đã bỏ sức hành hương hai lần qua nhiều vùng như Triết Giang, Hồ Bắc, Hà Nam... và sưu tập được hàng trăm văn bia, tư liệu mà nhiều trong số đó chưa từng được biết đến trước đây. Điều này đã giúp chứng minh quan điểm của Vị Trùng Tịnh Phù là đúng đắn hợp lý. Tuy vậy, truyền thừa của các dòng trong tông Tào Động sau đó vẫn rất lộn xộn và không thống nhất liên quan đến 5 đời truyền thừa kể trên. Ví dụ như phái của Thiền sư Giác Lãng Đạo Thịnh thì theo quan điểm của Vị Trung Tịnh Phù và bỏ đi 5 đời truyền thừa không rõ ràng đó, còn phái Cổ Sơn của Vĩnh Giác Nguyên Hiền thì vẫn giữ nguyên quan điểm của họ.

### Thời kỳ cận - hiện đại
Cận đại, cao tăng Trung Quốc Thiền sư Hư Vân là người có công lao trong việc khôi phục lại Thiền tông nói chung và Tào Động tông nói riêng. Ông thuộc đời thứ 47 (hoặc 42) của tông Tào Động, là đệ tử nối pháp của Hòa thượng Diệu Liên Địa Hóa (zh. 妙莲地华 Miaolian Dihua, 1824-1907) tại núi Cổ Sơn, Phúc Kiến ౼ nơi đây vốn là tổ đình của dòng Cổ Sơn do Thiền sư Vĩnh Giác Nguyên Hiền sáng lập vào cuối thời nhà Minh. Ông đã trùng tu và hoằng pháp tại các tổ đình Tào Động như Dũng Tuyền Thiền Tự ở Cổ Sơn, Phúc Kiến và Chân Như Thiền Tự ở núi Vân Cư, tỉnh Giang Tây (đạo tràng do Thiền sư Vân Cư Đạo Ưng đời Đường sáng lập).
Người truyền bá tông Tào Động từ Trung Quốc sang phương tây nổi tiếng là Thiền sư Thánh Nghiêm (zh. Shengyen). Ông kế thừa truyền thừa tông Lâm Tế đời thứ 57 từ pháp tôn của Thiền sư Hư Vân là Hòa thượng Linh Nguyên Hoằng Diệu (zh. 靈源宏妙 Lingyuan Hongmiao, 1902-1988) và kế thừa truyền thừa đời thứ 48 tông Tào Động - hệ phái Tiêu Sơn (zh. 焦山糸) từ Hòa thượng Đông Sơ Đăng Lãng (zh. 東初鐙朗 Dongchu Denglang, 1908-1977). Phương pháp giảng dạy Thiền của ông mang tính kết hợp giữa Thiền công án của tông Lâm Tế và Thiền Mặc Chiếu của tông Tào Động. Bên cạnh Thánh Nghiêm, Charles Luk (zh. 陸寬昱 Lù Kuānyù, 1898-1978) cũng là một cư sĩ và  học giả Phật học thuộc tông Tào Động có tiếng ở Phương Tây. Charles Luk từng tham học với Thiền sư Hư Vân và được Thiền sư Hư Vân truyền pháp kế tiếp tông Tào Động. Ông có công trong việc phiên dịch các tác phẩm Phật học từ Hán văn sang Anh văn cũng như biên soạn các tác phẩm tiếng Anh liên quan đến Thiền tông Trung Quốc.

## Ảnh hưởng

### Bán đảo Triều Tiên
Tông chỉ của tông Tào Động được truyền vào bán đảo Triều Tiên lần đầu tiên là vào cuối thời đại Tân La. Năm 894 đời Đường, tăng sĩ người Triều Tiên là Lợi Nghiêm (zh. 利嚴, ko. iǒm) hành cước sang Trung Quốc và tham học với Thiền sư Vân Cư Đạo Ưng. Sau đó ông ngộ đạo và được Thiền sư Đạo Ưng ấn khả, truyền pháp. Ông trở về Triều Tiên hoằng pháp và đến năm 911 ông theo sắc lệnh của vua Thái Tổ Cao Ly sáng lập Quảng Chiếu Tự trên Tu Di Sơn. Tại đây, ông tích cực truyền bá Thiền tông và đào tạo ra nhiều vị đệ tử nổi danh như Xử Quang, Đạo Nhẫn... Ngoài ra, Lợi Nghiêm còn được biết đến là một trong chín vị tăng sĩ Triều Tiên đầu tiên sang Trung Quốc du học và truyền bá Thiền Tông vào bán đảo Triều Tiên. Phái Thiền của Lợi Nghiêm được gọi là Tu Di Sơn và là một trong chín phái Thiền (zh. 九山禪, Cửu Sơn Thiền) đại diện cho Thiền Tông Triều Tiên đương thời. Khoảng 200 năm sau, 9 phái Thiền này được Thiền sư Phổ Chiếu Trí Nột và Thái Cổ Phổ Ngu hợp nhất thành Tào Khê tông.
Đến thời Minh, tông này một lần nữa được truyền sang bán đảo Triều Tiên thông qua Thiền sư Viên Tông Bản Chỉnh (zh. 園宗本整), đệ tử nối pháp của Thiền sư Ngưng Nhiên Liễu Cải (đời thứ 20, trụ trì chùa Thiếu Lâm).

### Nhật Bản

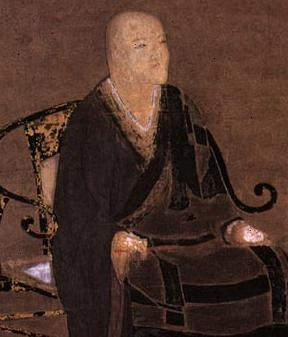
Thiền sư Đạo Nguyên Hi Huyền, Khai tổ Tông Tào Động tại Nhật Bản.

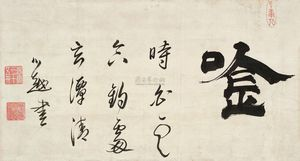
Bút tích thư pháp của Thiền sư Tâm Việt Hưng Trù.

Tông Tào Động được truyền vào Nhật Bản đầu tiên bởi Thiền sư Đạo Nguyên Hi Huyền vào thế kỷ 13. Năm 1223, Đạo Nguyên sang Trung Quốc học Thiền và sau đó gặp được Thiền sư Thiên Đồng Như Tịnh tại Thiên Đồng Cảnh Đức Thiền Tự ở Ninh Ba, Chiết Giang. Dưới sự chỉ dạy của Như Tịnh, ông đốn ngộ ý chỉ và được nối pháp tông Tào Động. Năm 1227, ông trở lại Nhật Bản và sáng lập Vĩnh Bình Tự để xiển dương tông phong của mình. Đạo Nguyên chủ trương pháp Thiền đơn giản, hành giả chỉ cần an nhiên toạ Thiền (Chỉ Quán Đả Toạ) là đủ, chẳng cần xem kinh, thắp hương, lễ bái, niệm Phật, tu sám. Lối Thiền đơn giản này của Đạo Nguyên đã tạo ra sức hút lớn đối với các tầng lớp bình dân trong xã hội Nhật Bản. Tuy vậy, Đạo Nguyên kịch liệt chỉ trích việc phân chia tông phái trong Phật giáo và rất kỵ gọi tông chỉ của mình là Thiền tông hay Tào Động tông nên ban đầu dòng truyền này được gọi là Chính Pháp Tông hay Đạo Nguyên Tông.
Bên cạnh Đạo Nguyên, vào thế kỷ 14, tông Tào Động cũng tiếp tục được truyền sang Nhật qua một số vị Thiền sư thuộc phái Hoằng Trí là Thiền sư Đông Minh Huệ Nhật và Thiền sư Đông Lăng Vĩnh Dư. Thiền sư Đông Minh sang Nhật vào năm 1309 theo thỉnh cầu của Tướng quân Mạc phủ là Hōjō Sadatoki, phái của ông được gọi là Đông Minh phái. Về Thiền sư Đông Lăng, ông qua Nhật vào năm 1351 theo lời mời của Quốc sư Mộng Song Sơ Thạch (tông Lâm Tế) và phái của ông được gọi là Đông Lăng phái. Cả hai vị này đều chưa kiến lập được đạo tràng riêng mà đa số nương nhờ vào các Thiền viện của Lâm Tế Tông như Viên Giác Tự (ja. Enkaku-ji), Nam Thiền Tự (ja. Nanzen-ji), Kiến Trường Tự (ja. Kenchō-ji) để truyền bá Thiền phong Phái Hoằng Trí. Pháp hệ của họ sau đó bị thất truyền. Đến cuối nhà Minh, tông Tào Động một lần nữa được Thiền sư Tâm Việt Hưng Trù (thuộc phái Thọ Xương) truyền bá sang Nhật (năm 1677) nhưng cũng không tồn tại được lâu và bị thất truyền. Dù vậy, Hưng Trù đã để lại một ảnh hưởng khá lớn về mặt văn hoá nghệ thuật tại Nhật Bản như thư pháp, cổ cầm, kỹ thuật khắc ấn triện.

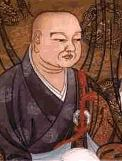
Thiền sư Oánh Sơn Thiệu Cẩn.

Như vậy, dòng truyền của Thiền sư Đạo Nguyên Hi Huyền là dòng truyền thừa duy nhất còn tồn tại và là đại diện cho tông Tào Động Nhật Bản. Nói về Đạo Nguyên, sau khi ông thị tich, môn đệ là Cô Vân Hoài Trang kế thừa trụ trì chùa Vĩnh Bình và trở thành tổ thứ 2 của tông này. Đến khi Hoài Trang mất, đệ tử là Thiền sư Triệt Thông Nghĩa Giới nối tiếp lên làm trụ trì chùa. Nghĩa Giới có ý định thay đổi kiến trúc, quy củ của chùa Vĩnh Bình theo khuynh hướng Mật giáo (Nghĩa Giới ban sơ tu theo Chân Ngôn tông nên chịu ảnh hưởng của Mật giáo rất nhiều) mà trái với chủ trương Thiền đơn giản, thuần tuý của Đạo Nguyên. Điều này đã gây nên một cuộc tranh cãi kịch liệt giữa Nghĩa Giới với huynh đệ cùng thờ Hoài Trang làm thầy là Thiền sư Nghĩa Doãn (ja. Gi.en). Kết quả, Nghĩa Giới từ chức trụ trì chùa Vĩnh Bình và đến cư trú tại chùa Đại Thừa (ja. Daitokuji) - một ngôi chùa theo phái Chân ngôn tông và tiếp tục hiện thực hóa các ý tưởng mới về kiến trúc, quy củ sinh hoạt của mình. Sau Nghĩa Giới, đệ tử của ông là Thiền sư Oánh Sơn Thiệu Cẩn đã kế thừa và phát huy triệt để các ý tưởng của thầy. Dưới sự hoằng pháp của Oánh Sơn, tông Tào Động phát triển mạnh mẽ và nhanh chóng thu hút được nhiều tín đồ tu học. Oánh Sơn ra sức chỉnh đốn thanh quy và xây dựng ngôi Đại Thiền Tự Tổng Trì (ja. Soji-ji) để đào tạo đồ chúng. Với đóng góp to lớn của ông, hậu thế tôn kính gọi ông là Đại Tổ (zh. 大祖, ja. daiso) và xếp ông ngang hàng với Thiền sư Đạo Nguyên Hi Huyền (được tôn xưng là Cao Tổ).  Oánh Sơn có nhiều vị đệ tử nổi danh như Minh Phong Tố Triết, Nga Sơn Thiều Thạc... khiến mạng lưới ảnh hưởng của tông Tào Động lan rộng khắp xã hội Nhật Bản. Đặc biệt, Thiền sư Nga Sơn được coi là người đầu tiên đưa giáo lý quan trọng của tông Tào Động là Động Sơn Ngũ vị vào việc giảng dạy, tu học.

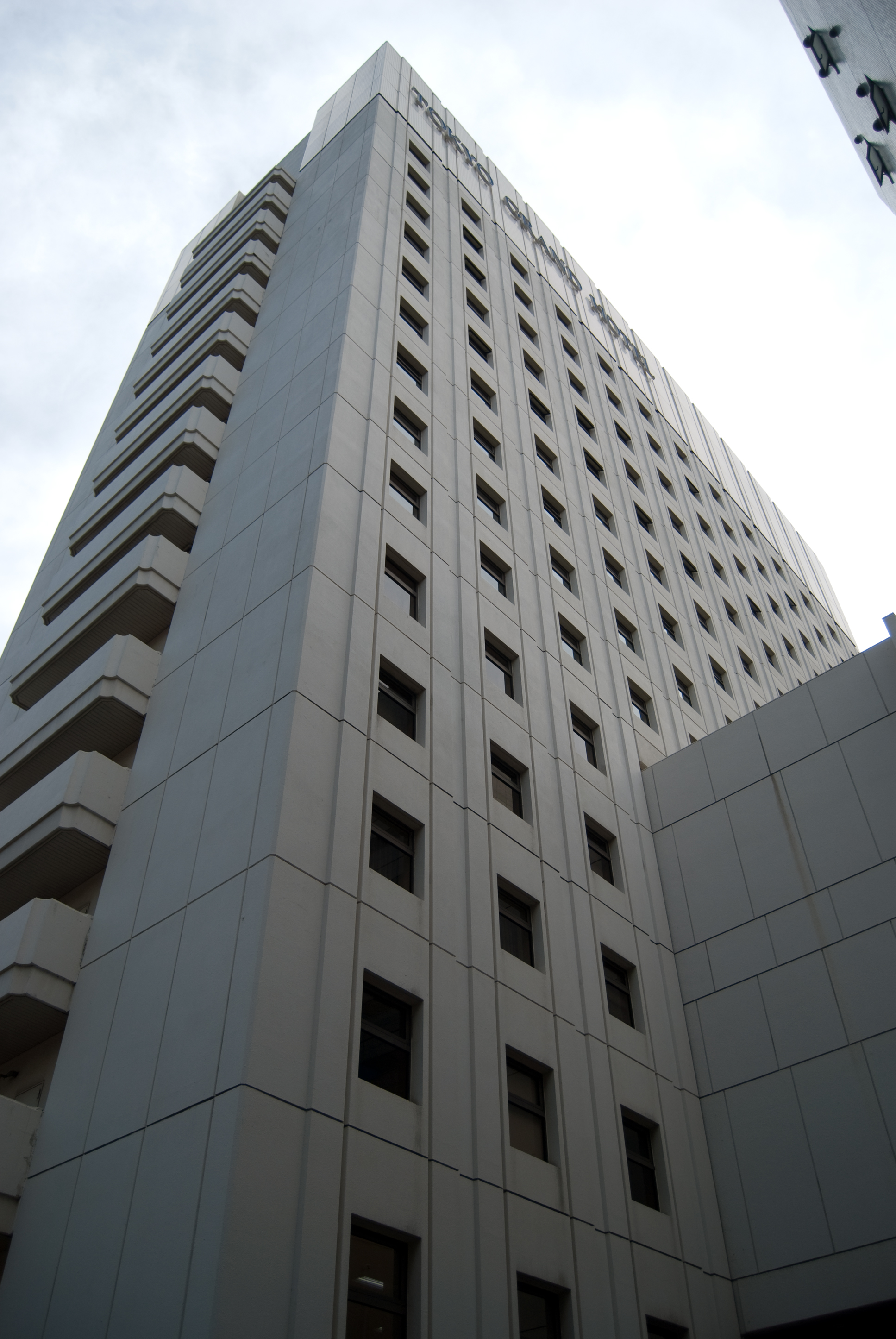
Trụ sở của Tông Tào Động Nhật Bản tại quận Minato-ku, Tokyo.

Các hệ phái chính của tông Tào Động Nhật là:
- Phái Vĩnh Bình (cũng được gọi là phái Tịch Viên): tổ đình là Chùa Vĩnh Bình. Nguyên do sau khi Nghĩa Giới và Nghĩa Doãn rời khỏi chùa Vĩnh Bình, chùa lúc này không có người trụ trì. Đại chúng đã thỉnh Thiền sư Nghĩa Vân, đệ tử của Thiền sư Tịch Viên[note 2] lên làm trụ trì. Cũng giống như quan điểm của Thiền sư Nghĩa Doãn, phái này không nhấn mạnh việc mở rộng ảnh hưởng tông phái như Triệt Thông Nghĩa Giới mà cố gắng duy trì truyền thống Thiền nguyên thuỷ do Đạo Nguyên chủ trương. Tính cho đến trụ trì đời thứ 38 của Chùa Vĩnh Bình là Lục Nham Nghiêm Liễu (ja. Ryuugan Ganryuu, ? -1716), tất cả các đời trụ trì chùa Vĩnh Bình đều là truyền nhân của phái Tịch Viên.
- Phái Tổng Trì: do Thiền sư Oánh Sơn Thiệu Cẩn sáng lập, tổ đình là Chùa Tổng Trì (ja. Soji-ji). Mục tiêu chính của họ là truyền bá và mở rộng giáo đoàn, lan rộng ảnh hưởng trong quần chúng, nên trong hoạt động sinh hoạt tu tập của họ có sự khác biệt so với tư tưởng của Thiền sư Đạo Nguyên như du nhập hình thức tham công án của tông Lâm Tế, sinh hoạt nặng về nghi lễ Mật giáo như trì chú, tụng kinh... để dễ truyền đạo.

Lúc đầu thì chùa Vĩnh Bình xếp cao hơn chùa Tổng Trì, tuy nhiên về sau thì chùa Tổng Trì được xếp ngang hàng với chùa Vĩnh Bình và được Thiên hoàng công nhận là Lưỡng đại bản sơn của tông Tào Động Nhật Bản. Vào năm 1895, trưởng môn của hai phái Vĩnh Bình và Tổng Trì đã cùng họp để giải quyết về những vấn đề mâu thuẫn, bất đồng giữa hai chùa từ xưa và đi đến thỏa thuận chung.

Lưỡng Đại Bản Sơn
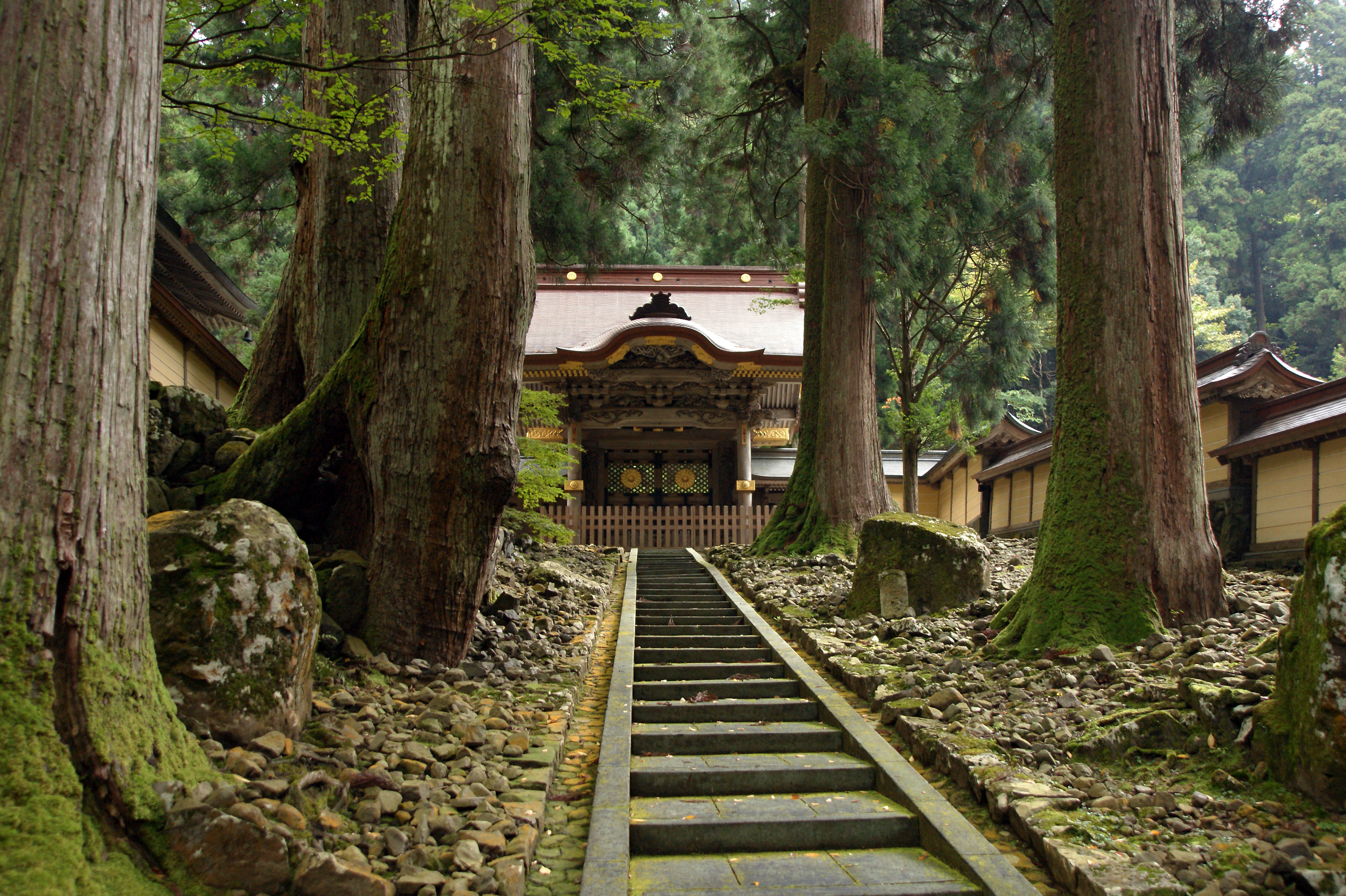
Chùa Vĩnh Bình
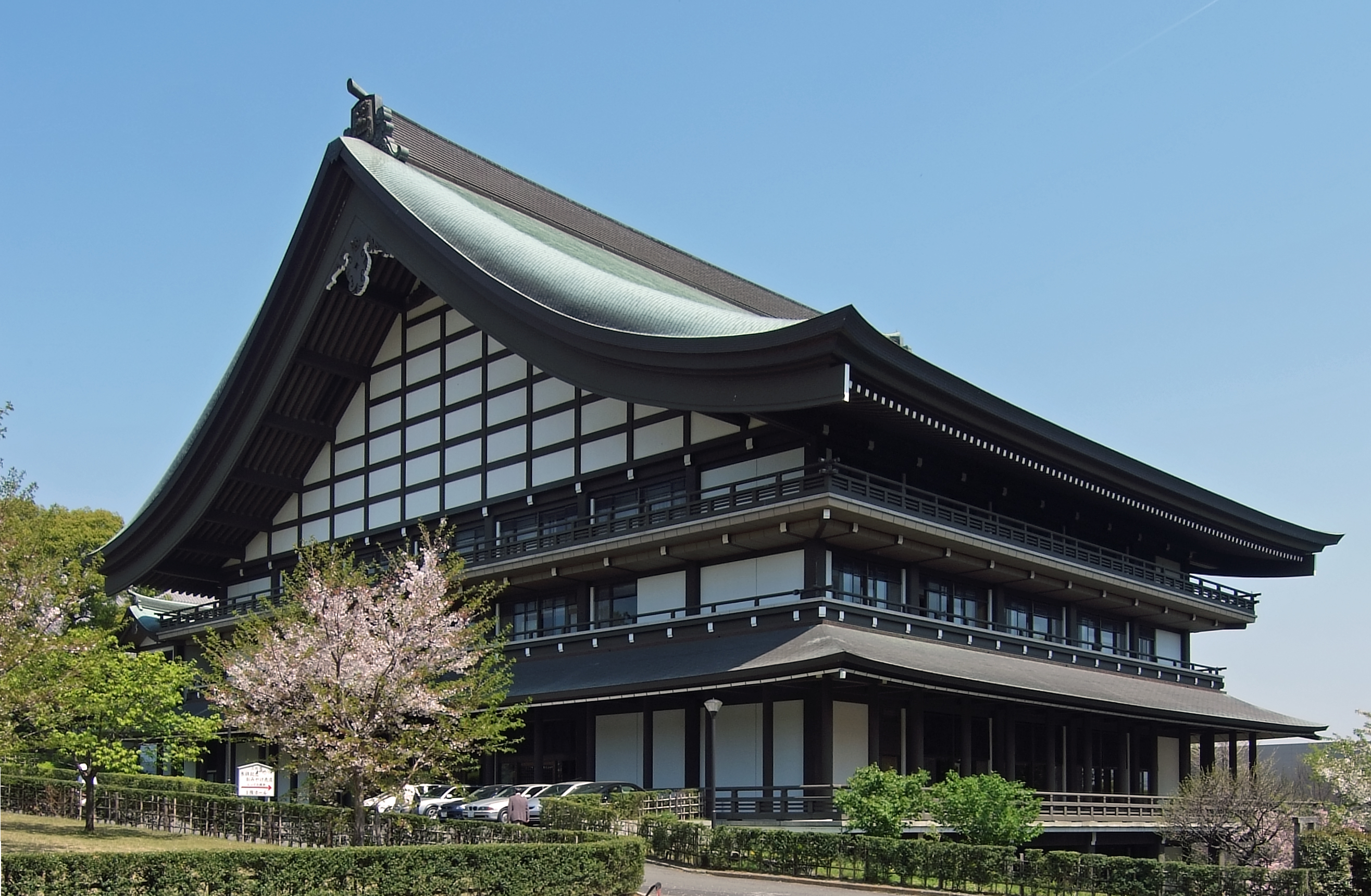
Chùa Tổng Trì

Hiện nay, Tào Động tông là tông phái lớn nhất tại Nhật Bản với khoảng 15.000 ngôi chùa, 20.000 tu sĩ và 7 triệu tín đồ ở khắp Nhật Bản. Trụ sở hành chính của tông này được đặt tại Minato-ku, Tokyo. Tông trưởng đương nhiệm là Thiền sư Minamisawa Donin, trụ trì của chùa Vĩnh Bình.

### Việt Nam

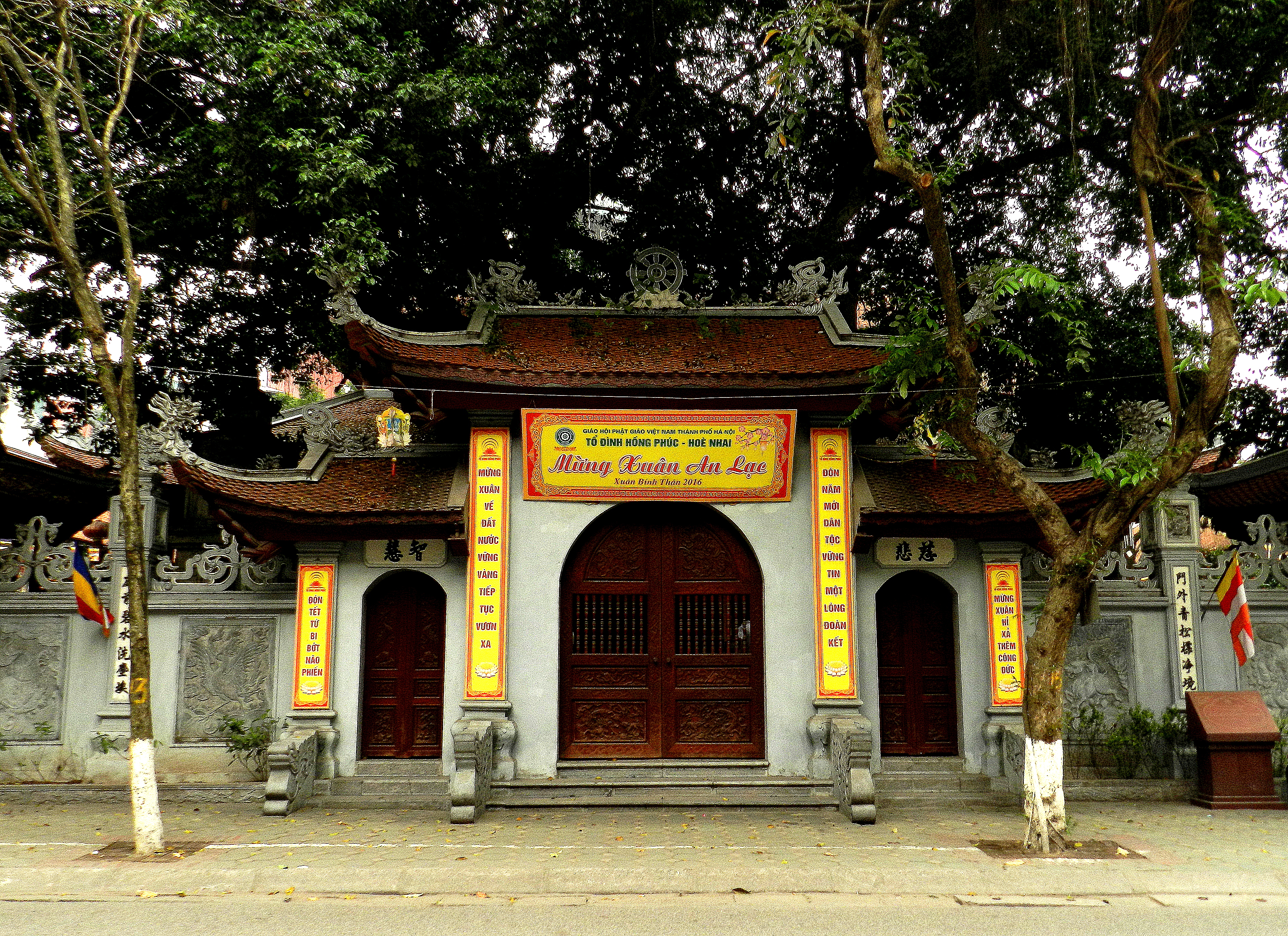
Chùa Hòe Nhai, ngôi tổ đình của Thiền phái Tào Động miền bắc.

Tông Tào Động được truyền vào miền bắc Việt Nam vào giữa cuối thế kỷ 17. Năm 1664, Thiền sư Thông Giác Thủy Nguyệt sang Trung Quốc cầu đạo và gặp được Thiền sư Nhất Cú Trí Giáo (đời thứ 30 tông Tào Động, trụ trì Nhân Vương Hộ Quốc Thiền tự tại núi Phụng Hoàng, vùng Hồ Châu, tỉnh Chiết Giang). Sau vài năm tu hành ở đây, Thông Giác ngộ đạo và được nối pháp của tông Tào Động, dòng truyền thừa Thiền sư Nhất Cú Trí Giáo. Hành trình sang Trung Quốc cầu đạo trong 6 năm này của Thiền sư Thông Giác Thủy Nguyệt đã mở đầu Thiền phái Tào Động tại Đằng ngoài Việt Nam. Sau khi về nước, Thiền sư Thông Giác bắt đầu truyền bá Phật pháp tại chùa Hạ Long (Đông Sơn, Quảng Ninh) và chùa Nhẫm Dương (Kinh Môn, Hải Dương). Dưới toà của Thiền sư Thông Giác đã đào tạo được một đệ tử nổi danh là Thiền sư Chân Dung Tông Diễn, người nổi tiếng với tấm lòng hiếu hạnh và có công giải cứu Phật giáo khỏi pháp nạn phá chùa, đuổi tăng dưới triều Lê trung hưng. Thiền sư Tông Diễn từng có thời gian dài hoằng pháp tại Hồng Phúc tự (chùa Hoè Nhai) và nơi đây đã trở thành tổ đình chính của Thiền phái Tào Động Bắc Việt.

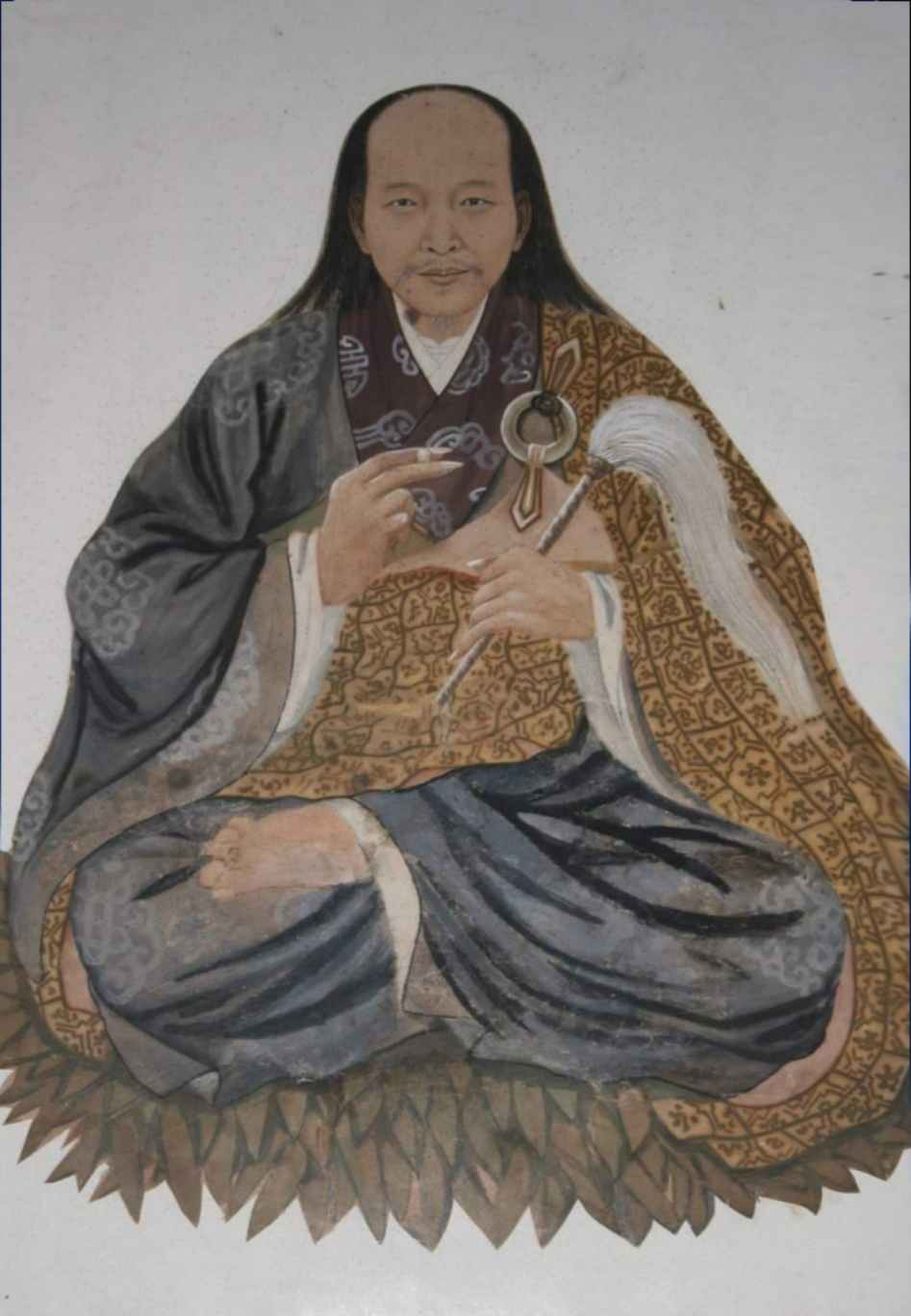
Chân dung Thiền sư Thạch Liêm.

Ở Đàng trong Việt Nam, tông Tào Động cũng được truyền vào thông qua Thiền sư Thạch Liêm Đại Sán (đời thứ 29, phái Thọ Xương) vào cuối thế kỷ 17. Ông đến Việt Nam vào năm  1694 dưới thời chúa Nguyễn Phúc Chu, sau nhiền lần được các Chúa Nguyễn thỉnh mời sang Việt Nam truyền giới và hoằng pháp. Đóng góp to lớn nhất của ông là về mặt giới luật, ông đã tổ chức một số giới đàn để truyền giới cho chư tăng Việt Nam theo đúng tinh thần của Phật giáo Bắc tông. Ngoài ra ông cũng tích cực lên án các tệ đoan đương thời của Phật giáo Việt Nam như việc một số người vào chùa để tránh bị gọi đi lính, hoặc buông thả về giới luật, chạy theo quyền thế... Bên cạnh đó ông cũng giới thiệu và truyền bá pháp môn Thiền Thoại Đầu đến quần chúng. Nói về đệ tử của Thạch Liêm, ông có một đệ tử được phong làm Quốc sư là Hưng Liên, ông này qua Việt Nam trước Thạch Liêm. Tuy nhiên về hoạt động hoằng pháp và đóng góp của Hưng Liên thì không có gì nổi bật khi so sánh với Thạch Liêm. Vì Thạch Liêm chỉ giáo hóa một thời gian ngắn ở Việt Nam rồi trở về Trung Quốc nên tông Tào Động ở đằng trong không phát triển lắm và sau đó bị thất truyền. Do vậy, dòng truyền thừa Tào Động duy nhất còn tồn tại ở Việt Nam là dòng của Thông Giác Thuỷ Nguyệt.
Đề cập Thiền phái Tào Động tại Bắc Việt, sau khi Thiền sư Chân Dung Tông Diễn tịch, đệ tử là Thiền sư Từ Sơn Hạnh Nhất kế tiếp truyền thừa, ông có công trong việc biên soạn sách Thiền Uyển Kế Đăng Lục để nói về sự truyền thừa của dòng Lâm Tế do Viên Văn Chuyết Chuyết và dòng Tào Động do Thông Giác Thuỷ Nguyệt truyền sang miền bắc. Tuy nhiên sách này cũng có các hạn chế như nhận định sai về truyền thừa của Chuyết Chuyết và sách này do biên soạn theo Ngũ Đăng Hội Nguyên nên cũng lầm nhận Lộc Môn Tự Giác là đệ tử của Thiên Đồng Như Tịnh. Ảnh hưởng của Thiền sư Từ Sơn Hạnh Nhất và các thế hệ sau ông như Thiền sư Tính Chúc Đạo Chu, Hải Điện Mật Đa, Khoan Dực Phổ Chiếu, Thanh Đàm Minh Chính... trong giới Phật giáo đương thời rất lớn. Họ từng giữ nhiều vị trí quan trọng trong Phật giáo như tăng thống, tăng chánh, tăng cang... Thêm nữa, Thiền sư Thanh Đàm Minh Chính chính là người biên soạn hai tác phẩm luận Phật giáo là Pháp Hoa Đề Cương và Bát Nhã Trực Giải. Đây là một đóng góp quan trọng cho Phật giáo Việt Nam vì các tác phẩm luận về kinh sách, tư tưởng Phật giáo khá ít ỏi. Sách Bát Nhã Trực Giải của ông được coi là cuốn sách đầu tiên ở Việt Nam luận giải về tư tưởng của Bát Nhã tâm kinh.  Cận đại, hoà thượng Thích Mật Ứng và Thích Đức Nhuận là những truyền nhân của tông Tào Động đã làm rạng danh Phật giáo thông qua những đóng góp của mình cho công cuộc phục hưng và thống nhất Phật giáo Việt Nam.
Về phương pháp tu hành, do ảnh hưởng từ xu hướng "Thiền-Tịnh song tu" của Thiền tông đời Minh nên tông Tào Động tại Việt Nam cũng có sự kết hợp giữa tu Thiền và niệm Phật. Điển hình, trong bài pháp Cảnh tỉnh người tu của Thiền sư Đạo Nguyên Thanh Lãng (đời thứ 6 tông Tào Động Bắc Việt), ông vừa khuyên các đệ tử tham Thiền để thấy tánh, vừa niệm Phật để cầu vãng sinh Tây phương Cực Lạc. Tuy nhiên, càng về sau thì các vị tăng ni trong sơn môn Tào Động Việt Nam càng nhấn mạnh vào việc tu tập Tịnh Độ và họ không còn chú trọng đến tu Thiền như trước. Điều này đã dẫn đến việc có nhiều vị tăng ni trên danh nghĩa là truyền thừa tông Tào Động nhưng về tu hành thì không có gì liên hệ đến Thiền tông mà mang đậm màu sắc của Tịnh độ tông và Mật tông.

### Phương Tây

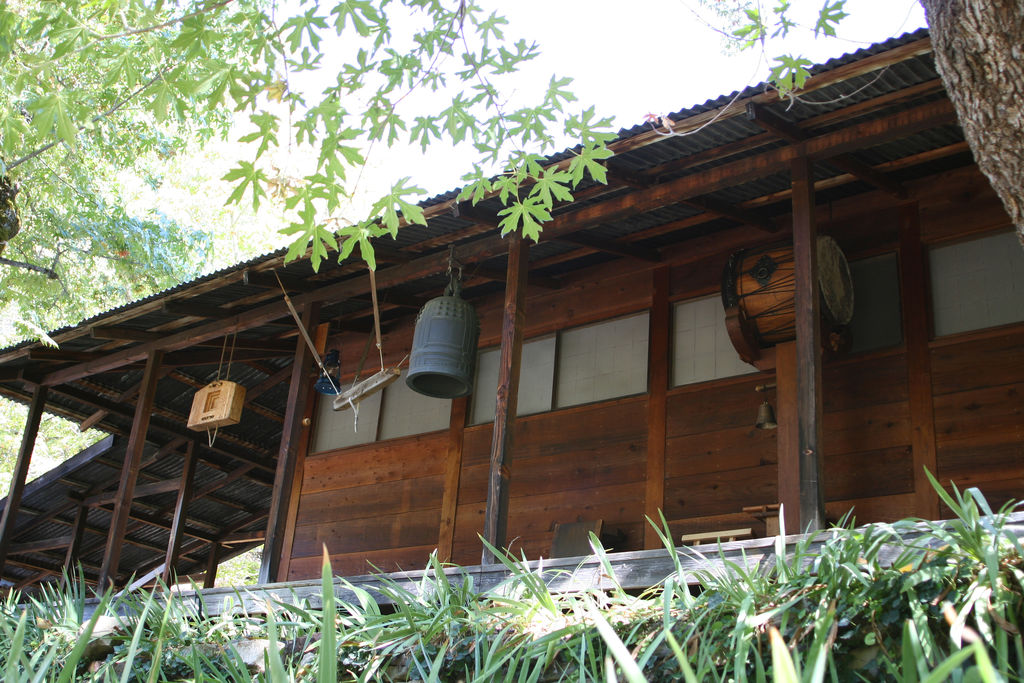
Thiền đường của Tassajara Zen Mountain Center.

Hoạt động giới thiệu Thiền tông tại Hoa Kỳ của Học giả Suzuki Daisetsu (Linh Mộc Đại Chuyết) vào đầu thập niên 50 của thế kỷ 20 đã tạo nên phong trào tu Thiền rầm rộ ở Mỹ, còn được gọi là "Zen Boom". Phong trào này đã tạo điều kiện thuận lợi cho các vị Thiền sư Nhật Bản truyền bá Thiền vào phương Tây và người đầu tiên giới thiệu tông Tào Động sang Mỹ là Thiền sư Suzuki Shunryuu (Linh Mộc Tuấn Long, ?-1971). Shunryuu đã có thời gian cư ngụ ở Mỹ khá lâu và có đóng góp trong việc hướng dẫn, lãnh đạo nhiều khoá tu Thiền cho các Thiền sinh người Mỹ. Vào năm 1967, ông sáng lập Thiền Lâm tự (Tassajara Zen Mountain Center) tại Montery, bang California để đào tạo các vị sư người Mỹ. Đây được coi là ngôi chùa Thiền tông đầu tiên ở trên đất Mỹ.

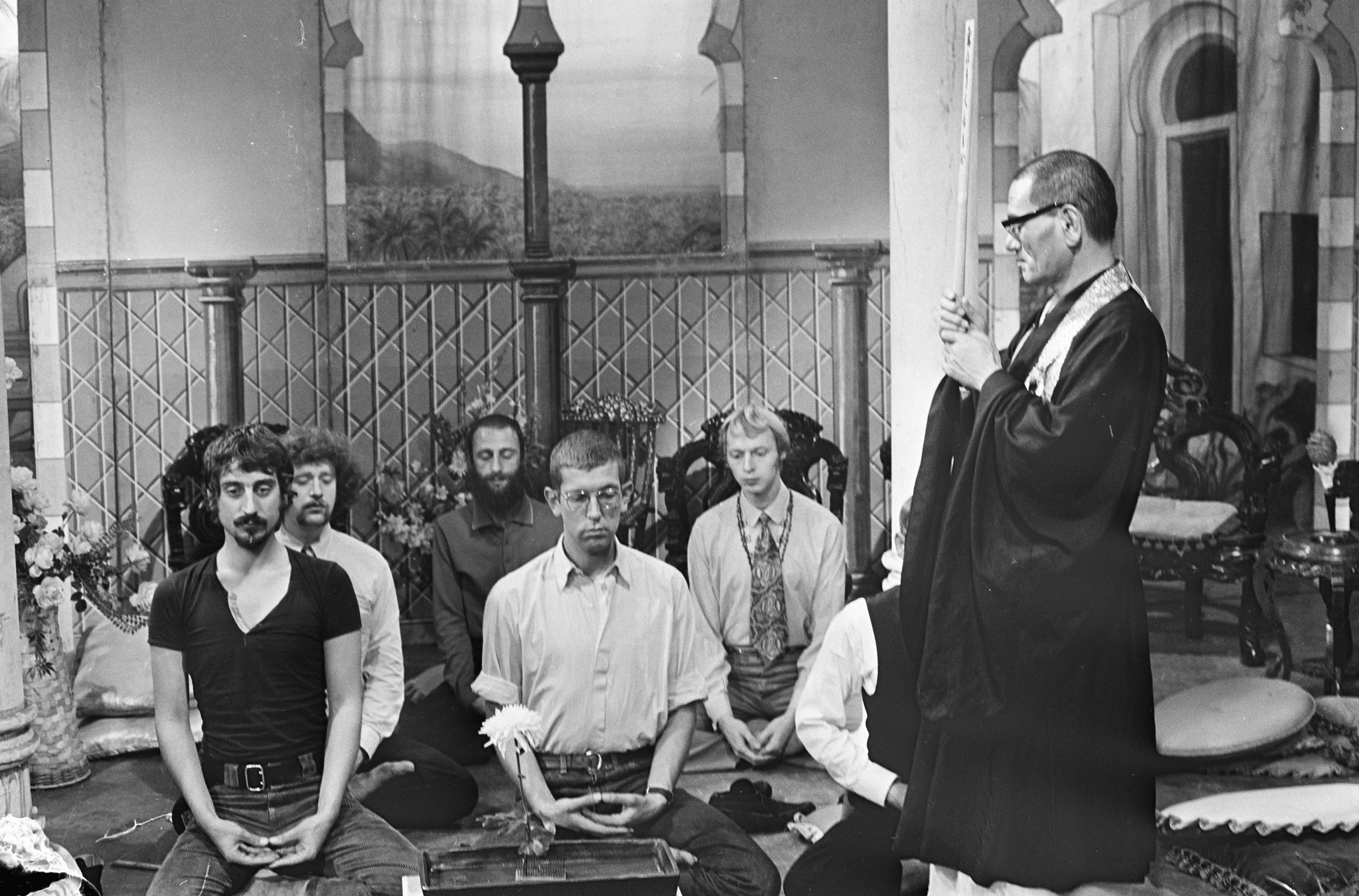
Hình ảnh Thiền sư Taisen Deshimaru đang hướng dẫn tập Thiền cho một nhóm Thiền sinh người Châu Âu.

Người được giao sứ mệnh truyền bá tông Tào Động sang Châu Âu là Thiền sư Taisen Deshimaru (1914-1982). Ông là đệ tử của Thiền sư Kodo Sawaki, một trong những người phục hưng tông Tào Động Nhật Bản thời cận đại. Trước khi qua đời, Kodo Sawaki hy vọng Taisen Deshimaru có thể thay mình hoàn thành ước mơ truyền bá Thiền khắp nơi. Năm 1967, Taisen Deshimaru đặt chân đến Pháp và bắt đầu truyền bá Thiền tại Paris. Kể từ năm 1970, ảnh hưởng Taisen Deshimaru tại Châu Âu ngày càng lớn và có nhiều người theo ông học Thiền. Cũng năm 1970, ông nhận được ấn khả, truyền pháp từ Thiền sư Reirin Yamada (trụ trì đời thứ 75 của đại bản sơn Vĩnh Bình tự) và được bầu làm Trưởng môn tông Tào Động Nhật Bản phân nhánh Châu Âu. Sau nhiều năm cố gắng, ông đã sáng lập được đạo tràng Thiền tông bên bờ sông Loire mang tên Thái Tây Phật Giáo Đệ Nhất Đạo Tràng. Bắt đầu từ Pháp, đạo tràng này đã lan rộng ảnh hưởng sang nhiều nước Châu Âu khác và góp phần giới thiệu Phật giáo, Thiền tông đến nhiều quốc gia chưa từng biết đến Phật giáo.
Nhìn chung, ngoại trừ Thiền sư Thánh Nghiêm là người truyền bá tông Tào Động đến từ Trung Quốc, tất cả những vị Thiền sư dạy Thiền Tào Động ở phương Tây đều là người Nhật hoặc người phương Tây tiếp nhận Thiền Tào Động từ các Thiền sư gốc Nhật. Pháp môn chính mà các Thiền sư tông Tào Động truyền bá ở phương Tây là Thiền Mặc Chiếu hay Chỉ Quán Đả Tọa (ja. Shikantaza).

## Đặc điểm
Thiền sư Cao Phong Nguyên Diệu mô tả đặc điểm của tông Tào Động là "chi li nghiêm ngặt". Còn Đông Lĩnh Viên Từ (ja. Tôrei Enji) trong quyển Ngũ Gia Tham Tường Yếu Lược Môn (sáng tác năm 1788) thì ví tông Tào Động với người nông dân (Tào Động thổ dân).

## Tư tưởng

### Động Sơn Ngũ Vị
Xem Động Sơn ngũ vị

### Thiền Mặc Chiếu

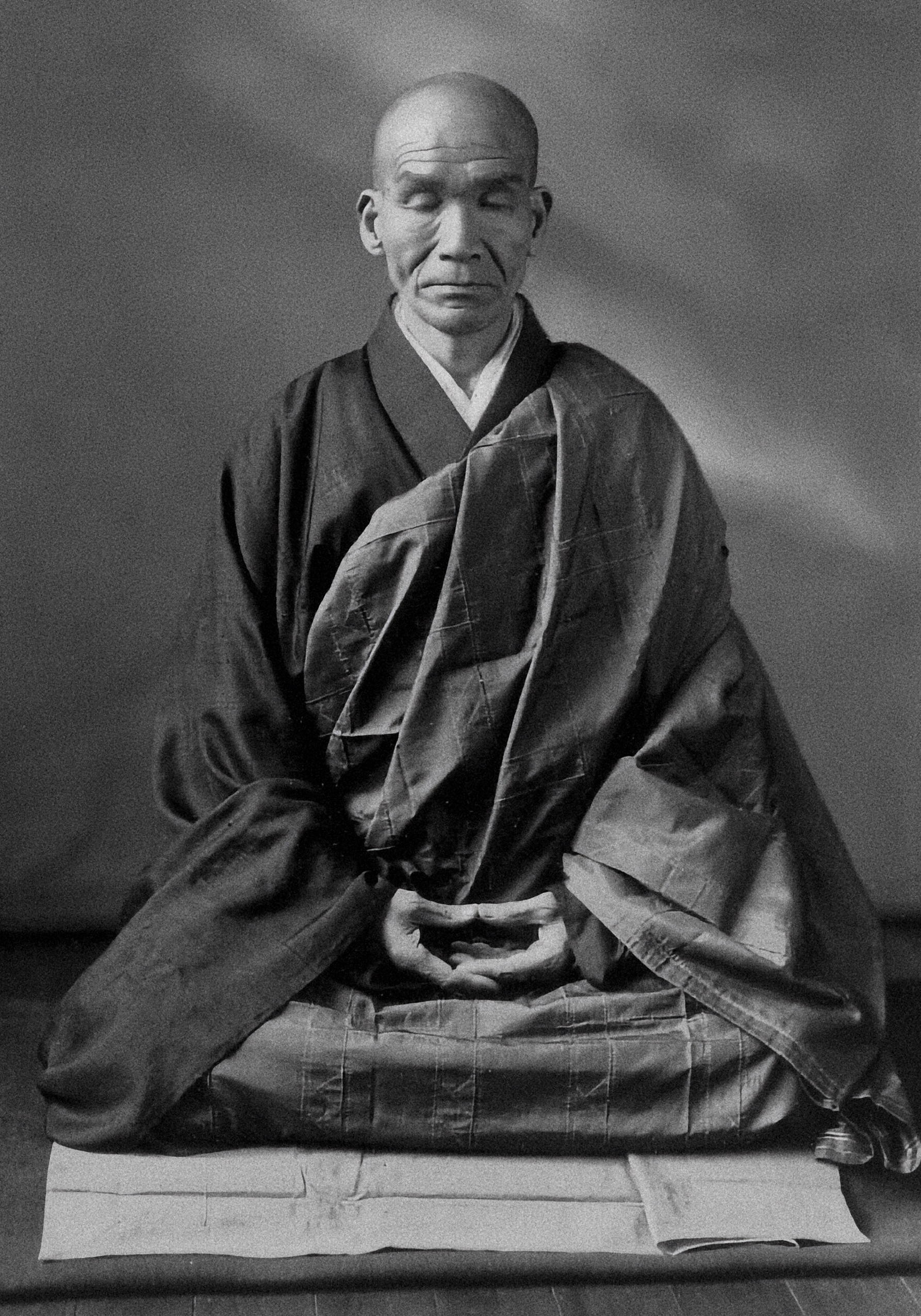
Thiền sư Kodo Sawaki đang thực hành Chỉ quán đả tọa.

Thiền Mặc Chiếu (zh. 黙照禪) được Thiền sư Hoằng Trí Chính Giác sáng lập vào giữa đời Tống, nên còn được gọi là Thiền Hoằng Trí. Về phương pháp, hành giả chỉ cần ngồi yên lặng quán chiếu với thái độ vô sở cầu, vô sở đắc. Khi tâm tịch tịnh không còn vọng niệm, trí tuệ của Phật Tính tự nhiên phát khởi. Thông qua đó hành giả nhận ra được bản lai thanh tịnh xưa nay của mình.
Khi mới ra đời, nó bị Thiền bị Thiền sư Đại Huệ Tông Cảo, Lâm Tế tông bài bác, chỉ trích rất mạnh với các từ như "Mặc Chiếu Tà Thiền", "Vô Sự Thiền", "Thiền Cây Khô Tro Lạnh",... Điều này được giải thích là do sự khác biệt giữa Thiền phong của Đại Huệ và Hoằng Trí. Bởi lẽ, Đại Huệ chủ trương việc tham cứu các công án của cổ nhân để đạt được kiến tính nên không đồng tình với việc Hoằng Trí dạy im lặng ngồi Thiền mà bỏ việc tu chứng. Để đáp lại chỉ trích của Đại Huệ thì Hoằng Trí có soạn bài Mặc chiếu Minh (gồm 72 câu, mỗi câu 4 chữ) để phản bác, ông cho rằng việc im lặng tọa Thiền có công năng làm cho tác dụng của trí tuệ được hoạt bát, tự nhiên chiếu suốt tự đáy nguồn tâm tính, là Thiền chân thực, chính truyền của Phật Tổ. Trong văn cũng có hàm ý chê pháp Thiền "Khán thoại đầu" của Thiền sư Đại Huệ là còn chấp chặt vào công án. Tuy nhiên theo lịch sử, Thiền sư Đại Huệ và Thiền Sư Chính Giác là bạn thân với nhau. Đại Huệ từng đề cử Hoằng Trí đến trụ trì tại Vân Cư Sơn. Hoặc khi Đại Huệ đến làm trụ trì tại chùa A Dục Vương, tăng chúng trong chùa lên đến hơn ngàn người nhưng lương thực, vật chất thiếu thốn. Hoằng Trí đã quyên góp lương thực, vật chất cho chùa A Dục Vương được sung túc đầy đủ. Hay trước khi Hoằng Trí thị tịch, ông đã viết thư nhờ Đại Huệ giúp hoàn thành bộ Thong Dong Lục và tìm người kế vị trụ trì tại Thiên Đồng Cảnh Đức Thiền Tự. Vì mối quan hệ đặc biệt giữa Đại Huệ và Hoằng Trí, có người lập luận rằng các chỉ trích trên của Đại Huệ là nhắm vào Thiền sư Chân Yết Thanh Liễu (pháp huynh của Hoằng Trí) và các đệ tử của ông chứ không phải Hoằng Trí.
Trong tập 2 của bộ Thiền Luận, học giả D.T.Suzuki đã dẫn ra một số bằng chứng mà các Thiền sư tông Tào Động dùng để chứng minh phương pháp Thiền Mặc Chiếu là Thiền chính thống, được Đức Phật và chư Tổ chân truyền như:
- Một lần khi Đức Phật ở nước Ma-Kiệt-Đà, ông đã đóng cửa không lên tiếng trong ba tuần.
- Lúc Bồ tát Văn Thù hỏi cư sĩ Duy-Ma-Cật về pháp môn bất nhị, Duy-Ma-Cật im lặng không nói một lời nào và được Bồ tát Văn Thù khen ngợi.
- Khi Tổ Bồ-Đề-Đạt-Ma đến Trung Quốc, ông quay mặt vào vách ngồi Thiền suốt chín năm ở động Thiếu Thất, chùa Thiếu Lâm và không nói một lời nào.
- Thiền sư Lỗ Tổ khi thấy một vị sư đến tham vấn liền quay mặt vào tường và ngồi lặng lẽ.[26]

Thiền Mặc Chiếu ban đầu phát triển mạnh mẽ song song cùng với pháp Thiền công án của tông Lâm Tế tại Trung Quốc. Tuy nhiên, vài trăm năm sau nó bị mai một và thất truyền do ít người kế thừa xuất sắc. Dù vậy, phương pháp này được truyền bá mạnh mẽ ở Nhật từ thế kỷ 13 cho tới nay do Thiền sư Đạo Nguyên Hy Huyền mang về và được gọi là "Chỉ quán đả toạ" (ja. Shikantaza).
Một số trích dẫn về ý chỉ của Thiền Mặc Chiếu:
"Muốn tới chổ chân thật đó (ngộ Phật tính), chỉ có cách là ngồi lặng yên mà thầm cứu xét vào tận thâm sâu mới nhận ra yếu chỉ. Bằng cách bên ngoài đừng để bị các thứ nhân duyên lôi cuốn và để tâm mình rỗng rang, trong sáng mà bao dung, chiếu soi mầu nhiệm mà chuẩn đích. Còn bên trong, không một ý niệm phan duyên nào, rỗng rang riêng giữ nhưng chẳng mê mờ, sáng suốt bặt hết các thứ đối nhưng mà vẫn tự đắc! Chổ đắc đó chẳng lệ thuộc theo tình, mà trống trải rỗng ruốt, hoàn toàn không nương gá vào đâu cả, với tinh thần cao vút và sảng khoái, Cái mới đắc đó chẳng tùy thuộc vào các tướng cấu uế và cái chổ đó cũng dứt bặt cả sự đắc."— Hoằng Trí Chính Giác, Hoằng Trí Quảng Lục

"Chẳng màng được sức hay không được sức, mờ tối tán loạn hay chẳng mờ tối tán loạn, mà chỉ cần tỉnh thức!"— Tuyết Đình Phúc Dụ, Thiền Quan Sách Tiến Tiền Tập Chư Tổ Pháp Ngữ Tiết Yếu

"Các bậc cổ đức nói rằng, người tham thiền phải quên thân tâm. Chỉ cần ngồi là được, chẳng cần thắp hương, lễ bái, niệm Phật, tu sám, đọc kinh."— Đạo Nguyên Hi Huyền, Chính Pháp Nhãn Tạng, quyển 32

## Pháp hệ truyền thừa

### Trung Quốc
1/ Thiền sư Động Sơn Lương Giới (zh. 洞山良价, 807-869), Sơ tổ tông Tào Động.
2/ Thiền sư Tào Sơn Bản Tịch (zh. 曹山本寂, 840-901), Nhị tổ tông Tào Động.
3/ Thiền sư Tào Sơn Huệ Hà (zh. 曹山慧霞)
4/ Thiền sư Lộc Môn Xử Chân
3/ Thiền sư Việt Châu Kiều Phong
2/ Thiền sư Long Nha Cư Độn (zh. 龍牙居遁, 834/835-920/923)
2/ Thiền sư Khuôn Nhân Sơ Sơn (zh. 疎山匡仁, 837-909)
2/ Thiền sư Vân Cư Đạo Ưng (zh. 雲居道膺, ?-902), Nhị tổ tông Tào Động.
3/ Thiền sư Lợi Nghiêm (zh. 利嚴, 870-936/937), truyền Tào Động tông vào Cao Ly, tổ sáng lập phái Tu Di Sơn trong Cửu Sơn Thiền Môn (zh. 禪門九山).
3/ Thiền sư Đồng An Đạo Phi (zh. 同安道丕)
4/ Thiền sư Đồng An Quán Chí (zh. 同安觀志, 910-970)
5/ Thiền sư Lương Sơn Duyên Quán (zh. 梁山緣觀, 920-990)
6/ Thiền sư Thái Dương Cảnh Huyền (zh. 大陽警玄, 943-1027)
7/ Thiền sư Đầu Tử Nghĩa Thanh (zh. 投子義青, 1032-1083)
8/ Thiền sư Phù Dung Đạo Khải (zh. 芙蓉道楷, 1043-1118)
9/ Thiền sư Đan Hà Tử Thuần (zh. 丹霞子淳, 1064-1117)
10/ Thiền sư Hoằng Trí Chính Giác (zh. 宏智正覺, 1091-1157), tổ sáng lập phái Hoằng Trí, một nhánh của tông Tào Động.
11/ Thiền sư Tự Đắc Huệ Huy (zh. 自得慧暉, 1097-1183)
12/ Thiền sư Minh Cực Huệ Tộ (zh. 明極慧祚)
13/ Thiền sư Đông Cốc Minh Quang (zh. 東谷妙光, ?-1254)
14/ Thiền sư Trực Ông Đức Cử (zh. 直翁德舉)
15/ Thiền sư Đông Minh Huệ Nhật (zh. 東明慧日, 1272-1340/1341), tổ sáng lập phái Đông Minh tại Nhật Bản.
15/ Thiền sư Vân Ngoại Vân Tụ (zh. 雲外雲岫, 1242-1324/1325)
16/ Thiền sư Vô Ấn Đại Chứng (zh. 無印大證, 1297-1361/1362)
16/ Thiền sư Đông Lăng Vĩnh Dư (zh. 東陵永璵), tổ sáng lập phái Đông Lăng tại Nhật Bản.
10/ Thiền sư Chân Yết Thanh Liễu (zh. 真歇清了, 1090-1151), tổ sáng lập phái Chân Yết, một nhánh của tông Tào Động.
11/ Thiền sư Thiên Đồng Tông Giác (zh. 天童宗珏, 1091-1162)
12/ Thiền sư Tuyết Đậu Trí Giám (zh. 雪竇智鑑, 1105-1192)
13/ Thiền sư Thiên Đồng Như Tịnh (zh. 天童如淨, 1162-1228)
14/ Thiền sư Đạo Nguyên Hi Huyền (zh. 道元希玄, 1200-1253), truyền Tào Động tông vào Nhật Bản.
9/ Thiền sư Lộc Môn Tự Giác (zh. 鹿門自覺, ?-1117), phái Lộc Môn, một nhánh của tông Tào Động.
10/ Thiền sư Phổ Chiếu Nhất Biện (zh. 普照一辯, 1081-1149)
11/ Thiền sư Đại Minh Tăng Bảo (zh. 靈巖僧寶, 1114-1171)
12/ Thiền sư Vương Sơn Tăng Thế (zh. 玉山師體, ?-?)
13/ Thiền sư Tuyết Nham Như Mãn (zh. 雪巖慧滿, ?-1206)
14/ Thiền sư Vạn Tùng Hành Tú (zh. 萬松行秀, 1166-1246)
15/ Thiền sư Tuyết Đình Phúc Dụ (zh. 雪庭福裕, 1203-1275)
16/ Thiền sư Linh Ẩn Văn Thái (zh. 靈隱文泰, ?-1289)
17/ Thiền sư Hoàn Nguyên Phúc Ngộ (zh. 還源福遇, 1245-1313)
18/ Thiền sư Thuần Chuyết Văn Tài (zh. 淳拙文才, 1273-1352)
19/ Thiền sư Tùng Đình Tử Nghiêm (zh. 松庭子嚴, 1323-1392)
20/ Thiền sư Ngưng Nhiên Liễu Cải (zh. 凝然了改, 1335-1421)
21/ Thiền sư Viên Tông Bản Chỉnh (zh. 園宗本整), truyền Tào Động tông vào Triều Tiên.
21/ Thiền sư Câu Không Khế Bân (zh. 俱空契斌, 1383-1452)
22/ Thiền sư Vô Phương Khả Tùng (zh. 無方可從, 1420-1483)
23/ Thiền sư Nguyệt Chu Văn Tải (zh. 月舟文載, 1452-1524)
24/ Thiền sư Đại Chương Tông Thư (zh. 宗鏡宗書, 1500-1567)
25/ Thiền sư Uẩn Không Thường Trung (zh. 蘊空常忠, 1514-1588)
26/ Thiền sư Vô Minh Tuệ Kinh (zh. 無明慧經, 1548-1618), tổ sáng lập phái Thọ Xương - một nhánh của phái Lộc Môn.
27/ Thiền sư Bác Sơn Nguyên Lai (zh. 博山元來, 1575-1630), tổ sáng lập phái Bác Sơn (zh. 博山糸) - một nhánh của phái Thọ Xương.
28/ Thiền sư Tuyết Quang Đạo Ngân (zh. 雪關道誾, 1585-1637)
28/ Thiền sư Tung Ngũ Đạo Mật (zh. 嵩乳道密, 1588-1658)
29/ Thiền sư Nam Am Đại Y (zh. 南菴大依, 1617-1683)
30/ Thiền sư Tử Thành Truyền Toại (zh. 子成傳遂, 1632-1660)
30/ Thiền sư Nghĩa Vân Hưng Triệt (zh. 義雲興, 1635-?)
30/ Thiền sư Cổ Nham Hưng Hoàn (zh. 古巖興莞,1634-?)
30/ Thiền sư Đồng Cầu Truyền Dục (zh. 童求傳昱, 1638-1685)
29/ Thiền sư Linh Thụy Hoằng Đàm (zh. 靈瑞弘曇, 1602-1671)
29/ Thiền sư Sơn Dữu Hoằng Năng (zh. 山庾弘能)
29/ Thiền sư Linh Diễm Hoằng Chúc (zh. 靈燄弘燭, 1610-1683)
29/ Thiền sư Phá Nham Hoằng Kế (zh. 破巖弘繼, 1605-1686)
30/ Thiền sư Tử Hiền Hưng Kỷ (zh. 子賢興紀)
28/ Thiền sư Không Ẩn Tông Bảo (zh. 空隱宗寶, 1600-1661)
27/ Thiền sư Hối Đài Nguyên Cảnh (zh. 晦臺元鏡, 1577-1630)
28/ Thiền sư Giác Lãng Đạo Thịnh (zh. 覺浪道盛, 1592-1659)
29/ Thiền sư Khoát Đường Đại Văn (zh. 闊堂大文)
30/ Thiền sư Tâm Việt Hưng Trù (zh. 心越興儔, 1639-1695), truyền Tào Động tông sang Nhật Bản.
29/ Thiền sư Trúc Am Đại Thành (zh. 竺菴大成, 1610-1666)
27/ Thiền sư Vĩnh Giác Nguyên Hiền (zh. 鼓山元賢, 1578-1657), tổ sáng lập phái Cổ Sơn (zh. 鼓山糸) - một nhánh của phái Thọ Xương.
28/ Thiền sư Duy Tĩnh Đạo An (zh. 惟靜道安, 1617-1688)
28/ Thiền sư Vi Lâm Đạo Bái (zh. 為霖道霈, 1615-1702)
29/ Thiền sư Hằng Đào Đại Tâm (zh. 恆濤大心, 1652- 1728)
30/ Thiền sư Biến Chiếu Hưng Long (zh. 徧照興隆)
31/ Thiền sư Thanh Thuần Pháp Hậu
32/ Thiền sư Đông Sơn Giới Sơ
33/ Thiền sư Đạo Nguyên Nhất Tín (zh. 道源)
34/ Thiền sư Liễu Đường Đỉnh Triệt (zh. 了堂鼎徹)
25/ Thiền sư Huyễn Hữu Thường Thuận (zh. 幻休常潤, ?-1585)
26/ Thiền sư Từ Chu Phương Niệm (zh. 慈舟方念, ?-1594)
27/ Thiền sư Trạm Nhiên Viên Trừng (zh. 雲門圓澄, 1561-1626), tổ sáng lập phái Vân Môn Tào Động - một nhánh của phái Lộc Môn.
28/ Thiền sư Thạch Vũ Minh Phương (zh. 石雨明方, 1593-1648)
29/ Thiền sư Thiên Ngu Tịnh Bảo (zh. 天愚淨寶, 1609-1675)
29/ Thiền sư Viễn Môn Tịnh Trụ (zh. 遠門淨柱, 1601-1654)
29/ Thiền sư Vị Trung Tịnh Phù (zh. 位中淨符)
30/ Thiền sư Hương Mộc Trí Đàn (zh. 香木智檀)
28/ Thiền sư Tam Nghi Minh Vu (zh. 宜明盂, 1599-1665)
29/ Thiền sư Đa Phúc Tịnh Khải (zh. 多福淨啟, ?-1674)
29/ Thiền sư Tam Tật Tịnh Phủ (zh. 三疾淨甫, ?-1660)
28/ Thiền sư Nhĩ Mật Minh Phục (zh. 爾密明澓, 1591-1642)
28/ Thiền sư Thụy Bạch Minh Tuyết (zh. 瑞白明雪, 1584-1641)
29/ Thiền sư Phan Quang Tịnh Xán (zh. 蕃光凈璨, 1600-1658)
29/ Thiền sư Cửu Mặc Đại Âm (zh. 久默大音, 1593- 1642)
29/ Thiền sư Cô Nhai Tịnh Thông (zh. 孤崖淨聰, 1591- 1647)
29/ Thiền sư Nguyên Khiết Tịnh Oánh (zh. 元潔淨瑩, 1612- 1672)
29/ Thiền sư Vân Tông Tịnh Nột (zh. 雲淙淨訥, 1610- 1673)
29/ Thiền sư Ban Nhã Tịnh Lữ (zh. 伴我淨侶, 1607-1669)
29/ Thiền sư Thục An Tịnh Chu (zh. 淑安净周, 1597-1648)
30/ Thiền sư Nhất Cú Trí Giáo (zh. 一句智教, ?-?)
29/ Thiền sư Phá Ám Tịnh Đăng (zh. 破闇淨燈, 1603-1659), tổ sáng lập phái Tiêu Sơn, một nhánh của phái Vân Môn Tào Động.
30/ Thiền sư Cổ Tiều Trí Tiên (zh. 古樵智先)
31/ Thiền sư Giám Đường Đức Cảnh (zh. 鑑堂德鏡)
32/ Thiền sư Thạc Am Hành Tại (zh. 碩庵行載)
33/ Thiền sư Mẫn Tu Phúc Nghị (zh. 敏修福毅)
34/ Thiền sư Bích Nham Tường Khiết (zh. 碧岩祥潔, 1703-1765)
35/ Thiền sư Tế Chu Trừng Diêu (zh. 濟舟澄洮, 1725-1790)
36/ Thiền sư Cự Siêu Thanh Hắng (zh. 巨超清恒, 1757/1758-?)
37/ Thiền sư Tính Nguyên Giác Thuyên (zh. 性源覺詮)
38/ Thiền sư Mặc Khê Hải Âm (Zh. 墨溪海蔭, 1798-1866/1867)
39/ Thiền sư Nguyệt Huy Liễu Thiền (zh. 月輝了禪)
40/ Thiền sư Lưu Trường Ngộ Xuân (zh. 流長悟春)
41/ Thiền sư Giới Hàng Đại Tu (zh. 芥航大須, 1834/1835-1889/1890)
42/ Thiền sư Vân Phàm Thường Chiếu (zh. 雲帆常照, 1855-1907)
43/ Thiền sư Phong Bình Triệu Từ (zh. 峰屏肇慈)
44/ Thiền sư Đức Tuấn Tự Giác (zh. 德峻自覺)
45/ Thiền sư Cát Đường Ca Thái (Zh. 吉堂迦泰)
46/ Thiền sư Trí Quang Văn Giác (Zh. 智光文覺, 1889-1963)
47/ Thiền sư Đông Sơ Đăng Lãng (zh. 東初鐙朗 Dongchu Denglang, 1907-1977)
48/ Thiền sư Huệ Không Thánh Nghiêm (zh. 慧空聖嚴 Huikong Shengyen, 1931-2009)

### Việt Nam

#### Miền Bắc
31/ Thiền sư Thông Giác Thủy Nguyệt (1637-1704), đệ tử nối pháp của Thiền sư Nhất Cú Trí Giáo, hiệu Đạo Nam Quốc sư.
32/ Thiền sư Chân Dung Tông Diễn (1640 - 1711), hiệu Đại Huệ Quốc sư.
33/ Thiền sư Từ Sơn Hạnh Nhất (1681-1737), tăng thống.
34/ Thiền sư Tính Chúc Đạo Chu (1698- 1775), tăng chính.
35/ Thiền sư Hải Điện Mật Đa, hiệu Viên Thông tăng thống.
36/ Thiền sư Khoan Dực Phổ Chiếu, hiệu Đạo Nguyên tăng thống.
37/ Thiền sư Thanh Đàm Minh Chính (1786-1848), hiệu Thanh Đàm tăng cương.
38/ Thiền sư Giác Lâm Minh Liễu
39/ Thiền sư Đạo Sinh Quang Lịch
40/ Thiền sư Quang Lư Đường Đường
41/ Thiền sư Chính Bỉnh Vô Tướng
42/ Thiền sư Tâm Nghĩa Nhân Từ
43/ Thiền sư Huyền Cơ Mật Ứng (1889-1957), Thiền gia Pháp chủ Giáo hội Tăng già Bắc Việt thời kỳ chấn hưng Phật giáo Việt Nam.
44/ Thiền sư Đức Nhuận Thanh Thiệu (1897-1993), Đệ nhất Pháp chủ Giáo hội Phật giáo Việt Nam.

#### Miền Trung
29/ Thiền sư Thạch Liêm Đại Sán (zh. 石濂大汕, 1633-1704), đệ tử nối pháp của Thiền sư Giác Lãng Đạo Thịnh.

#### Miền Nam
47/ Thiền sư Duy Lực Giác Khai (1923-2000), cũng được gọi là Thích Duy Lực, đệ tử của Hoà thượng Thích Hoằng Tu thuộc hệ phái Cổ Sơn - Thọ Xương pháp phái